# Michaela Klimková
Michaela Klimková-Mikešowá ps. Míša (ur. 1971) – czeska lekarz ginekolog, wokalistka i autorka.

## Życiorys
Studiowała  na Wydziale Lekarskim Uniwersytetu Palackiego w Ołomuńcu. Występowała jako wokalistka w grupie muzycznej Oceán, której frontmanem był Petr Muk. Była też wokalistką w zespole Here, z którego przeszła w lipcu 1993 roku do zespołu Shalom. Shalom został założony 1992 roku przez Petra Muka, miał w repertuarze muzykę klezmerską i brał udział w tournée do Izraela, Słowacji oraz Anglii. Odeszła około 1995 roku z Shalom, kiedy zespół zaczął tracić popularność. Następnie występowała jako wokalistka w duecie z Petrem Mukem.
Od 1996 roku jest lekarzem w klinice ginekologiczno-położniczej „Zemská porodnice u Apolináře” w Pradze 2. W lutym 2005 roku nastąpiło, po jedenastu latach wspólnego pożycia, rozstanie z Petrem Mukem. W latach od 2012 do 2013 opublikowała dwie książki dla dzieci.

## Wybrana dyskografia
- Shalom (3): Ve Vetru, Za Láskou, Dech
- Petr Fiala (1994): Nečuma a Tleskej! (vol. 2)
- V Princeznách (jako Doktorka Míša Klimková)
- Jizvy lásky (2000)
- Vánocni hvézdy (1996)
- Kdyby tady byla taková panenka[3]

## Książki dla dzieci
- Jaro, léto, podzim, zima - s touto knížkou rok je prima. Písničky, říkadla, hádanky, pohybové hry, výtvarné náměty, pohádky. Powerfield 2012, ISBN 978-8026034179.
- Hravá encyklopedie Zvířata, aneb, Chytrohrátky se zvířátky. Powerfield, Krmelín 2013, ISBN 978-8026051961.